# George Thursfield
George Edwin Thursfield (* 20. November 1893 in Aldershot; † unbekannt) war ein südafrikanischer Radrennfahrer und nationaler Meister im Radsport.

## Sportliche Laufbahn
Thursfield war Bahnradsportler und Teilnehmer der Olympischen Sommerspiele 1920 in Antwerpen.
Im Sprint und im Tandemrennen schied er in den Vorläufen aus. Sein Partner auf dem Tandem war Sammy Goosen. Im Vorlauf unterlagen sie gegen Großbritannien. Südafrika war mit zwei Tandems im Wettbewerb vertreten. James Walker und William Smith gewannen die Silbermedaille.